# 11e corps d'armée (France)
Pour les articles homonymes, voir 11e corps d'armée.
Le 11e corps d'armée est un groupement de l'armée de terre française créé en 1870 pour encadrer des unités de l'ouest de la France, avec pour centre Nantes et pour ressort territorial les départements du Finistère, du  Morbihan, de la Loire-Inférieure et de la Vendée. Cette unité combat lors des Première et Seconde Guerres mondiales

## Dénominations
- 11 octobre 1870 : 11e corps d'armée
- 22 juin 1916 : groupement D
- 5 septembre 1916 : groupement DE
- 27 janvier 1917 : 11e corps d'armée

## Liste des commandants
- 29/12/1906: Général Audurier
- 11 octobre 1870 : général d'Aurelle de Paladines.

- 28 septembre 1873 : général Lallemand
- 28 septembre 1876 : général Espivent de La Villesboisnet
- 31 mars 1878 : général de Cissey
- 16 octobre 1880 : général Zentz d'Alnois
- 16 octobre 1883 - 17 août 1889 : général Forgemol de Bostquénard
- 20 août 1889 : général de Négrier
- 1er février 1890 : général Fay
- 23 septembre 1892 : général Vosseur
- 17 août 1896 : général Brault
- 4 novembre 1898 - 23 avril 1901 : général Renouard
- 16 mai 1901 : général Grisot
- 26 juillet 1904 : général Peloux
- 26 juillet 1907 - 26 juillet 1910 :  général Jourdy
- 1er octobre 1910 : général Zimmer
- 5 novembre 1912 : général Lanrezac
- 10 avril 1914 : général Eydoux
- 10 février 1915 : général Baumgarten
- 4 juin 1916 : général Mangin
- 19 décembre 1916 : général Muteau
- 25 janvier 1917 : général de Maud'Huy
- 3 juin 1918 : général Niessel
- 19 juillet 1918 - 11 février 1919 : général Prax

- 29 mai 1926 - 4 janvier 1930 : général Ragueneau
- 2 septembre 1939 - 20 mai 1940 : général Martin

## De 1870 à 1914

### Composition
L'état-major à Nantes se trouve  à l'hôtel d'Aux, place Louis XVI, actuellement place Foch, bâtiment qui porte encore sur sa façade la mention : XIe corps d'armée. 
Il supervise les unités suivantes :
- 21e division d'infanterie (Nantes)
- 22e division d'infanterie (Vannes)
- 11e brigade de cavalerie
- 11e brigade d'artillerie

Places fortes:
- Brest
- Lorient

## Première Guerre mondiale

### Composition à la mobilisation

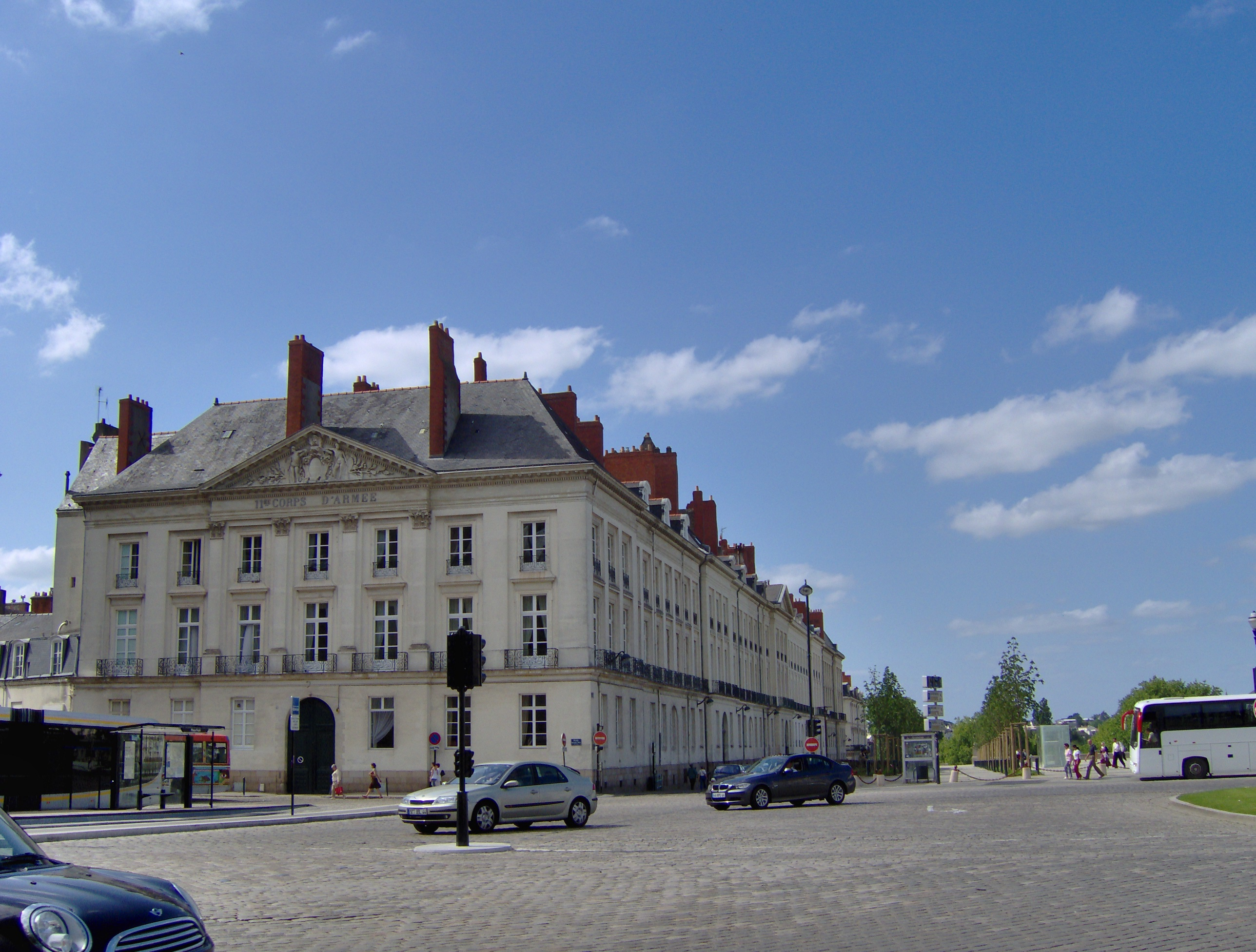
L'hôtel d'Aux, place Maréchal-Foch (anciennement « place Louis-XVI »).

Au début de la Première Guerre mondiale, il est subordonné, à la 5e armée. Ses effectifs augmentent considérablement en raison de la mobilisation générale.
21e division d'infanterie
- 41e brigade :

64e régiment d'infanterie
65e régiment d'infanterie
- 42e brigade :

93e régiment d'infanterie
137e régiment d'infanterie
- Cavalerie :

2e régiment de chasseur (1 escadron)
- Artillerie :

51e régiment d'artillerie de campagne (3 groupes 75)
- Génie :

6e régiment du génie (compagnie 11/1)
22e division d'infanterie
- 43e brigade :

62e régiment d'infanterie
116e régiment d'infanterie
- 44e brigade :

19e régiment d'infanterie
118e régiment d'infanterie
- Cavalerie :

2e régiment de chasseurs (1 escadron)
- Artillerie :

35e régiment d'artillerie de campagne (3 groupes 75)
- Génie :

6e régiment du génie (compagnie 11/2)
60e division d'infanterie
- 119e brigade :

247e régiment d'infanterie
248e régiment d'infanterie
271e régiment d'infanterie
- 120e brigade :

202e régiment d'infanterie
225e régiment d'infanterie
336e régiment d'infanterie
- Cavalerie :

24e régiment de dragons (2 escadrons)
- Artillerie :

7e régiment d'artillerie de campagne (1 groupe de 75)
10e régiment d'artillerie de campagne (1 groupe de 75)
50e régiment d'artillerie de campagne (1 groupe de 75)
- Génie :

6e régiment du génie (compagnies 10/13, 10/19, 10/24)
Éléments organiques de corps d'armée :
- Régiments d'infanterie (rattachés au 11e CA) :

293e régiment d'infanterie
337e régiment d'infanterie

### Changements au cours de la guerre
- 7e régiment d'infanterie territoriale de juin 1915 à juillet 1918

### Au 20 juin 1916
- 21e D.I.
- 151e D.I
- 129e D.I.
- 30e D.I.

### Historique

#### 1914
- 5 - 9 août : transport par V.F. dans la région de Challerange, Monthois, Grandpré ; concentration dans la région Quatre-Champs, la Croix-au-Bois.
- 9 - 21 août : mouvement vers le nord ; à partir du 10 août, couverture de la Meuse entre Sedan et Remilly-sur-Meuse.
- 21 - 23 août : offensive vers le nord. Engagé le 22 août dans la bataille des Ardennes, combat de Maissin.
- 23 août - 6 septembre : repli sur la Meuse par Bouillon. Du 25 au 28 août, défense des passages de la Meuse, entre Nouvion-sur-Meuse et Remilly-sur-Meuse (bataille de la Meuse).

À partir du 28 août repli vers le sud, par Vendresse (le 30 août combat de Tourteron) ; puis poursuite du repli vers Machault et Juvisy vers la région de Fère-Champenoise.
- 6 - 14 septembre : engagé dans la bataille de la Marne, du 6 au 10 septembre Bataille des Marais de Saint-Gond, combat de Fère-Champenoise, de Lenharrée, de Semoine, de Montépreux.

À partir du 10 septembre, poursuite par Châlons-sur-Marne jusque dans la région de Jonchery-sur-Suippe, Saint-Hilaire-le-Grand.
- 14 - 18 septembre : engagé dans la première bataille de l'Aisne, combat sur les positions atteintes. Puis stabilisation du front.
- 18 - 21 septembre : transport vers Reims, engagé dans la défense de la région de Saint-Léonard, La Neuvillette.
- 21 - 27 septembre : retrait du front, mouvement par étapes vers la région de Compiègne. À partir du 25 septembre, transport par V.F. dans la région d'Amiens.
- 27 septembre 1914 - 11 août 1915 : mouvement vers la région d'Albert. Engagé dans la première bataille de Picardie.

Combats de Contalmaison, d'Ovilliers, de La Boisselle, de Thiepval, d'Auchonvillers et de Beaumont-Hamel. Stabilisation du front et occupation d'un secteur au nord de Beaumont-Hamel, Frise (guerre des mines).
21 - 30 octobre : front réduit à droite vers Authuille.
19 novembre : attaque française vers Beaumont-Hamel.
16 - 18 décembre : attaques françaises sur Ovillers, La Boisselle.

#### 1915
- 10 janvier 1915 : attaque locale française sur La Boisselle.
- 18 janvier : attaque allemande sur La Boisselle.
- 15 mars : front étendu à gauche jusqu'à Hébuterne.
- 18 avril : front étendu à droite jusque vers Carnoy.
- 7 juin : attaque française entre Serre et Hébuterne ; prise de la ferme de Toutvent.
- 17 juillet : extension du secteur à droite jusqu'à la Somme.
- 20 juillet : limite gauche ramenée à La Boisselle, puis réduction progressive du front à gauche par la relève par l'A.W.

- 11 - 26 août : retrait du front ; à partir du 12 août transport par V.F. dans la région de Vitry-le-François.
- 26 août - 25 septembre : mouvement vers le front ; occupation d'un secteur vers la cote 196 et Perthes-lès-Hurlus.
- 25 septembre-6 octobre : engagé dans la seconde bataille de Champagne.

offensive des 25 septembre et 6 octobre ; prise des Mamelles, du Trapèze et de Tahure.
30 septembre : légère réduction du front vers la butte de Tahure. Défense et organisation du terrain conquis.
23 - 27 octobre : conquête partielle de la Courtine.
26 novembre : réduction du secteur à gauche jusqu'au nord des Mamelles.
- 12 - 27 décembre : retrait du front ; repos dans la région Somme - Vesles.

27 décembre 1915 - 2 mai 1916 : mouvement vers le front ; occupation d'un secteur vers le nord des Mamelles et la butte de Souain.
3 janvier - 27 février : légère extension du front à droite vers la Courtine.

#### 1916
- 2 - 25 mai : retrait du front ; à partir du 3 mai occupation d'un nouveau secteur vers Auberive-sur-Suippe et la ferme de Moscou.
- 25 mai - 19 juin : mouvement vers le front ; transport par V.F. dans la région de Givry-en-Argonne.
- 19 juin 1916 - 27 janvier 1917 : mouvement vers la région de Verdun. À partir du 22 juin, engagé dans la bataille de Verdun, dans la région Marre, Charny, Thiaumont, Fleury-devant-Douaumont.

23 juin : attaque allemande sur Fleury-devant-Douaumont.
26 juin : contre-attaque française sur Fleury-devant-Douaumont.
30 juin, 1er, 4 et 7 juillet : combat dans la région de l'ouvrage de Thiaumont.
11 juillet : extension du secteur à droite jusqu'à la route Verdun Vaux-devant-Damloup.
11 et 12 juillet : attaque allemande sur le fort de Souville.
15, 16, 17, 24 et 28 juillet : attaques françaises sur l'ouvrage de Thiaumont et le bois de Vaux Chapitre.
25 juillet : réduction du secteur à gauche jusqu'à la Meuse vers Charny.
1er, 5 et 8 août : attaques allemandes.
2, 3 et 8 août : attaques françaises sur Fleury-devant-Douaumont.
17 - 29 août : combats à Fleury-devant-Douaumont et vers l'ouvrage de Thiaumont.
3 et 4 septembre : attaques allemandes.
5 septembre : front étendu à droite au nord de Damloup.
6 septembre : attaque française sur le bois de la Vaux Régnier et sur Thiaumont.
9, 12, 13, 14, 15 et 17 septembre : combat dans le bois de Vaux Chapitre.
20 septembre : attaque française sur Thiaumont.
À partir du 24 octobre, engagé dans la première bataille offensive de Verdun. Le 24 octobre attaque et prise de la carrière d'Haudromont, du fort de Douaumont, du petit dépôt de la batterie de Damloup et du bois Fumin.
2 novembre : réoccupation du fort de Vaux.
15 décembre : attaque sur la rive droite de la Meuse, prise de Bezonvaux, de Louvemont, du bois le Chaume et de la cote du Poivre. À partir du 17 décembre, occupation et organisation du terrain conquis.
23 décembre : secteur réduit à droite jusque vers Vaux-devant-Damloup.

#### 1917
- 27 janvier - 8 avril : retrait du front ; repos à Ligny-en-Barrois et à partir du 10 février au sud de Meaux.
- 8 - 19 avril : mouvement vers Fère-en-Tardenois ; repos. Le 16 avril, quelques éléments sont engagés en 2e ligne lors de la bataille du Chemin des Dames.
- 19 avril - 18 mai : occupation d'un secteur vers la ferme d'Hurtebise et Cerny-en-Laonnois.

engagements fréquents, les 5 et 7 mai, attaque dans la région Ailles, Cerny-en-Laonnois, ferme d'Hurtebise.
11 et 20 mai, attaques allemandes sur Cerny-en-Laonnois et la ferme d'Hurtebise.
16 mai : front étendu à gauche vers Courtecon.
- 18 - 26 mai : retrait du front ; transport vers Ham ; à partir du 20 mai occupation d'un secteur dans la région Saint-Quentin, Pontruet en liaison avec l'armée britannique.
- 26 mai - 19 juin : retrait du front, repos vers Lassigny.
- 29 juin - 24 août : occupation d'un secteur vers Urvillers, Pontruet en liaison avec l'armée britannique.

10 août, attaque allemande ; les 11 et 14 août contre-attaques françaises.
- 24 août 1917 - 8 avril 1918 : retrait du front, mouvement vers Braine et à partir du 27 août occupation d'un secteur dans région nord-ouest de Jouy et vers le Panthéon. À partir du 23 octobre, engagé dans la bataille de la Malmaison.

Avance jusqu'au canal de l'Oise à l'Aisne, vers Filain, puis organisation et défense des positions conquises.
31 octobre : front étendu à gauche jusqu'à la ferme Rosay.
19 novembre : front étendu à gauche vers le bois de Mortier.
14 décembre : front étendu à droite jusqu'à la région des Vaumaires et le 19 à gauche jusqu'à la région de Quincy-Basse. Nombreuses actions locales.
21 mars 1918 : attaque allemande dans la région Bruyères, Chavignon, bois de Mortier.
8 avril : front réduit à gauche vers le bois de Mortier.

#### 1918
- 8 avril - 27 mai : engagé dans la région de Coucy-le-Château, pendant la 2e bataille de Picardie. Repli en combattant sur la rive sud de l'Ailette. Puis organisation d'un nouveau secteur. Actions violentes de part et d'autre. le 27 avril, extension du secteur à droite jusqu'à la ferme Vauclerc.
- 27 mai - 8 juin : Engagé dans la 3e bataille de l'Aisne, subit le choc de l'offensive allemande.

Repli en combattant vers l'Aisne et résistance sur le front Margival, Condé-sur-Aisne. Puis continuation du repli et résistance, le 28 mai sur la ligne Leury, Soissons, Venizel ; le 29 mai sur la ligne Berzy-le-Sec, Léchelle, Droizy ; le 30 mai, sur la ligne Chaudun, Le Plessier-Huleu ; le 31 mai sur Savières. Le 2 juin, occupation des lisières est de la forêt de Villers-Cotterêts.
À partir du 5 juin, stabilisation et organisation du front vers Faverolles et la ferme Chavigny.
Nombreuses contre-attaques françaises locales. Le 6 juin, réduction du front à gauche jusqu'à Corcy.
12 juin, extension du front à gauche jusqu'à la ferme Chavigny.
- 8 - 18 juillet : opérations en vue de dégager la forêt de Villers-Cotterêts, progression dans la région de Longpont.

9 juillet : extension du front à gauche jusqu'à Saint-Pierre-Aigle. À partir du 14 juillet, organisation du terrain et préparatifs d'offensive.
15 juillet front réduit à gauche vers Longpont, puis le 17 juillet vers Violaine.
- 18 - 29 juillet :  engagé dans la bataille du Soissonnais. Progression depuis la Savière jusqu'à l'ouest de Cugny, prise d'Oulchy-la-Ville et d'Oulchy-le-Château.
- 29 juillet - 23 août : engagé dans la bataille du Tardenois. Progression dans la région sud de Beugneux jusqu'à la Vesle. À partir du 7 août organisation d'un secteur à l'est de Limé et Braine.

13 août : extension du secteur à droite avant Bazoches-sur-Vesles en liaison avec l'armée américaine.
- 23 août - 2 septembre : retrait du front ; mouvement vers La Ferté-sous-Jouarre, le 27 août vers Robert-Espagne et le 2 septembre vers Souilly.
- 2 - 8 septembre : occupation d'un secteur vers Watronville, Damloup.
- 8 - 25 septembre : retrait du front, mouvement vers Blacy et Vitry-le-François ; repos.
- 25 septembre - 5 novembre : occupation d'un secteur vers Souain. Préparatifs d'offensive. À partir du 26 septembre, engagé dans la bataille de Champagne et d'Argonne (bataille de Somme-Py et son exploitation). Progression en combattant jusqu'au front Saint-Clément-à-Arnes, Saint-Étienne-à-Arnes atteint le 5 octobre, puis organisation du terrain conquis.

À partir du 11 octobre, nouvelle progression jusqu'à l'Aisne entre Thugny-Trugny et Givry, occupation et organisation du terrain conquis.
18 octobre : extension du front à droite jusqu'à l'est d'Attigny et à gauche au sud de Rethel.
25 octobre : progression jusqu'à l'Aisne ; prise d'Ambly-Fleury.
28 octobre : limite droite du secteur ramenée à l'ouest d'Attigny.
- 5 - 11 novembre : engagé dans la poussée vers la Meuse ; poursuite suivant l'axe Amagne-Lucquy, Mézières.

À partir du 9 novembre, occupation du fort des Ayvelles, progression jusqu'à Mézières, violents combats.

### Rattachement
- 2e armée

25 septembre 1914 - 2 août 1915
20 septembre 1915 - 5 janvier 1916
19 juin 1916 - 10 février 1917
26 août - 9 septembre 1918
- 3e armée

27 mai - 19 juin 1916
19 mai - 24 août 1917
- 4e armée

16 - 29 août 1914
5 janvier - 27 mai 1916
9 septembre - 11 novembre 1918
- 5e armée

2 - 16 août 1914
- 6e armée

21 - 25 septembre 1914
2 - 12 août 1915
10 février - 19 mai 1917
24 août 1917 - 2 juin 1918
25 juillet 1918
9 - 26 août 1918
- 9e armée

5 - 20 septembre 1914
- 10e armée

2 juin - 24 juillet 1918
26 juillet - 9 août 1918
- Détachement d'armée Foch

29 août - 5 septembre 1914
- Détachement Pétain

12 août - 20 septembre 1915

## Seconde Guerre mondiale

### Drôle de guerre
Prévu pour être engagé dans la manœuvre Dyle décidée en novembre 1939, le XIe corps d'armée du général Martin constitue le centre de la 9e armée qui doit venir s'aligner sur la Meuse. Il doit occuper le fleuve entre Anhée à la limite avec le IIe corps d'armée et Vireux-Molhain où commence le secteur du XLIe corps d'armée de forteresse. Pour défendre ces 40 km de front, il dispose de la 18e division d'infanterie au nord d'Hastière et de la 22e division d'infanterie au sud.
La 22e division d'infanterie, de série A stationne dans la région de Maubert-Fontaine. Elle n'a pas de compagnie divisionnaire antichar et ses moyens de déplacements sont lacunaires, ses moyens de liaisons n'existent pas. Pour gagner son front sur la Meuse dans la manœuvre Dyle, elle doit effectuer un trajet de 50 km.
La 18e division d'infanterie, de série A manque également de moyens de déplacements et n'a que la moitié de ses canons antichars de 25 mm. Pour la manœuvre Dyle, elle doit parcourir 70 km pour aller occuper le front qui lui est attribué sur la Meuse.
Parallèlement, son groupe de reconnaissance de corps d'armée, le 17e GRCA, doit participer à la manœuvre retardatrice dans les Ardennes du plan Dyle : avec les 24e et 30e GRDI (respectivement de la 22e et de la 18e division d'infanterie) il forme un groupement qui renforce la 1re division légère de cavalerie (1re DLC) qui participe à la couverture de la progression de la 9e armée vers la Meuse en contrôlant dans un premier temps le fleuve entre Houx et Hastière. Le groupement, évoluant sur la gauche de la 1re DLC, doit ensuite passer la Meuse et progresser sur l'axe Givet – Beauraing – Forrières – Champlon – Houffalize.

### Organigramme
Au 10 mai 1940 :

18e division d'infanterie

22e division d'infanterie

Cavalerie
- 17e groupe de reconnaissance de corps d'armée

Infanterie
- 611e régiment de pionniers

Artillerie
- 111e régiment d'artillerie lourde hippomobile de corps d'armée

Services
- 11e parc d'artillerie de corps d'armée
  - 111e compagnie d'ouvriers d'artillerie
  - 111e section de munitions automobile
  - 141e section de munitions automobile

Génie
- compagnie de sapeurs mineurs 111/1
- compagnie de sapeurs mineurs 111/2
- compagnie de parc du génie 111/21

Transmissions
- compagnie télégraphique 111/81
- compagnie radio 111/82
- détachement colombophile 111/83

Train
- compagnie automobile de quartier général 261/11
- compagnie automobile de transport 361/11

Intendance
- groupe d'exploitation 11/11
- compagnie de ravitaillement en viande 211/11

Santé
- 11e ambulance médicale hippomobile
- 211e ambulance chirurgicale légère
- 11e groupe sanitaire de ravitaillement hippomobile
- 11e section hygiène, lavage, désinfection

## Sources et bibliographie
- Service historique de l'armée de terre, Inventaire sommaire des archives de la Guerre 1914-1918, Troyes, Imprimerie « la Renaissance », 1969, 691 p., (BNF 35127448).
- AFGG, vol. 1, t. 10 : Ordres de bataille des grandes unités : grands quartiers généraux, groupe d'armées, armées, corps d'armée, 1923, 966 p. (lire en ligne).
- Service historique de l'Armée, Les grandes unités françaises : historiques succincts, vol. 1, Imprimerie nationale, 1967 (lire en ligne), p. 255-266.
- Jean-Yves Mary, Le corridor des Panzers : Par delà la Meuse 10 - 15 mai 1940, t. I, Bayeux, Heimdal, 2009, 462 p. (ISBN 978-2-84048-270-3 et 2-84048-270-3).